# Élections législatives françaises de 1816
Les élections législatives françaises de 1816 ont eu lieu les 25 septembre et 4 octobre 1816 dans le but de désigner les députés à la suite de la dissolution de la chambre dite « Chambre introuvable » par le roi Louis XVIII.

## Système électoral
En vertu de l'ordonnance du 13 juillet 1815, les députés sont élus au suffrage censitaire indirect. En premier lieu, les collèges d'arrondissement, composés de l'ensemble des électeurs, désignent les candidats potentiels. En second lieu, le collège départemental, composé des électeurs les plus riches, élit les députés, en veillant à choisir au moins la moitié des députés parmi les candidats retenus au scrutin du premier degré.
L'ordonnance du 13 juillet 1815 abaisse les limites d'âge prévues par les articles 38 et 41 de la Charte. Sont ainsi électeurs tous les citoyens d'au moins 21 ans et payant 300 francs d'impôts directs. Sont éligibles tous les citoyens âgés d'au moins 25 ans et payant au moins 1 000 francs d'impôts directs.
Le corps électoral ne comporte que 94 940 inscrits. Les 3/5 des députés ont été élus le 25 septembre mais seuls les plus riches ont élu les 2/5 des députés restants lors du second tour le 4 octobre.

## Résultats
|       |                 |        |     |        |     |
| Parti | Parti           | Voix   | %   | Sièges | +/- |
|       | Doctrinaires    | ?      | ?   | 136    | 86  |
|       | Ultraroyalistes | ?      | ?   | 92     | 258 |
|       | Républicains    | ?      | ?   | 20     | Nv. |
|       | Libéraux        | ?      | ?   | 10     | Nv. |
|       |                 |        |     |        |     |
| Total | Total           | 94 940 | 100 | 258    | 142 |